# Спортивный самолёт

Ю. И. Пионтковский в кабине самолёта АИР-1 (АИР), у крыла — механик А. А. Демешкевич. Впереди Пионтковского (на месте Яковлева — дополнительный топливный бак).

Спортивный самолёт — самолёт, сконструированный для обучения, тренировки и соревнований лётчиков-спортсменов.
Важнейшие особенности спортивных самолётов — небольшая масса, высокие аэродинамические и пилотажные качества, простота управления, возможность длительных полётов с большими перегрузками. Для чемпионатов по высшему пилотажу создают так называемые пилотажные самолёты, имеющие по сравнению с самолётами других типов, включая спортивные гоночные самолеты, большую манёвренность и прочность.
Скорость полёта у спортивных самолётов 200 — 500 км/ч, максимальная дальность полёта 500 — 1 000 км, потолок высоты 4 000 — 6 000 метров.
Первым в мире спортивным самолётом был Bristol Babe 1919 года. Первыми спортивными самолётами в России были одноместный моноплан АНТ-1 (1923 год) А. Н. Туполева и двухместный биплан АИР-1 (1927 год) А. С. Яковлева.
Самыми востребованными современными спортивными самолётами являются германский Extra EA-300 и Су-26M (разработан в конструкторском бюро имени П. О. Сухого с использованием военных наработок в 1984 году).
Из российских современных спортивных самолётов наиболее известны Як-52 (конструкторское бюро А. С. Яковлева, 1972 год), Як-55 (1981 год), СУ-26, СУ-29, СУ-31 и их модификаций.
Также в качестве спортивного самолёта набирает популярность Як-152 и Як-130. За рубежом популярны спортивные бипланы «Питтс» (США), монопланы КАП (Франция) и так далее.
Помимо эффективности управления и стойкости к перегрузкам, важным фактором при выборе современных спортивных самолётов является также относительно низкая эксплуатационная стоимость.